# Boże Narodzenie Herkulesa Poirot
Boże Narodzenie Herculesa Poirot (ang. Hercule Poirot's Christmas lub A Holiday for Murder), w Polsce znana także pod tytułem Morderstwo w Boże Narodzenie – powieść kryminalna Agathy Christie. Wydana po raz pierwszy w 1939 roku.

## Opis fabuły
Simeon Lee, stary senior rodu, zaprasza na święta od dawna nie widzianą rodzinę. Jednak gdy do posiadłości przybywają pierwsi goście, starzec zaczyna robić synom wymówki - krytykuje ich i nazywa niegodnymi rodu. Na dzień przed wigilią zbiera wszystkich domowników w swoim pokoju na piętrze i w udawanej rozmowie telefonicznej oznajmia, że zamierza zmienić testament. Atmosferę psuje zachowanie starego pana domu, który faworyzuje swoją wnuczkę, ignorując zupełnie poglądy najbliższej rodziny. 
W przeddzień świąt dochodzi do krwawego morderstwa. Pokój jest zamknięty od wewnątrz. Stary Simeon leży przed kominkiem, cały we krwi. Wszystko jest obryzgane krwią, jak w rzeźni - w taką scenerię wkracza detektyw Herkules Poirot, który przypadkowo dowiaduje się o sprawie bawiąc u swego przyjaciela, komendanta tutejszej policji. Zaczyna się wyścig z czasem i mordercą. Jednak nie każdy jest tym, za kogo się podaje.

## Rozwiązanie
Mimo że praktycznie każdy z najbliższej rodziny Simeona miał doskonały motyw i okazję do popełnienia zbrodni, nikt z nich nie jest winien. Jednak Simeon Lee często powtarzał, że w różnych częściach świata ma wiele nieślubnych dzieci. Jednym z nich okazuje się lokalny policjant, biorący udział w śledztwie - inspektor Sugden. Był on u Simeona Lee w dniu jego śmierci, jednak nikt go nie podejrzewał ze względu na powagę munduru oraz pozorny brak motywu. Policjant wychodząc po popełnionym morderstwie, ustawił meble w pokoju pana Lee tak, że gdy będąc na zewnątrz pociągnął ukradkiem za wyrzuconą przez okno linę, rozległ się huk i dziki ryk, który tak naprawdę był odgłosem uchodzącego z balonu powietrza. Ten właśnie hałas został uznany za odgłos mordowania seniora rodu, więc Sugden, który już wtedy wyszedł, zwolniony był z podejrzeń.
Ekranizacja (1994): w roli detektywa wystąpił David Suchet.
Opowiadanie to należy odróżnić od innej przygody Poirota w wigilijnej scenerii : Tajemnicy gwiazdkowego puddingu.